# Kościół św. Józefa w Prudniku-Lesie
Sanktuarium św. Józefa w Prudniku-Lesie – zespół klasztorny wraz z kościołem pod wezwaniem św. Józefa. Klasztorny kościół w 1996 został podniesiony do godności sanktuarium w związku z internowaniem w klasztorze kardynała, prymasa Stefana Wyszyńskiego w latach 1954–1955. Sanktuarium należy do diecezji opolskiej
Kościół z klasztorem położony jest w województwie opolskim na pograniczu Prudnika, na wschodnim skraju Prudnickiego Lasu, w Lipnie, około 4 km na południowy zachód od centrum Prudnika.

## Historia

### Czasy niemieckie

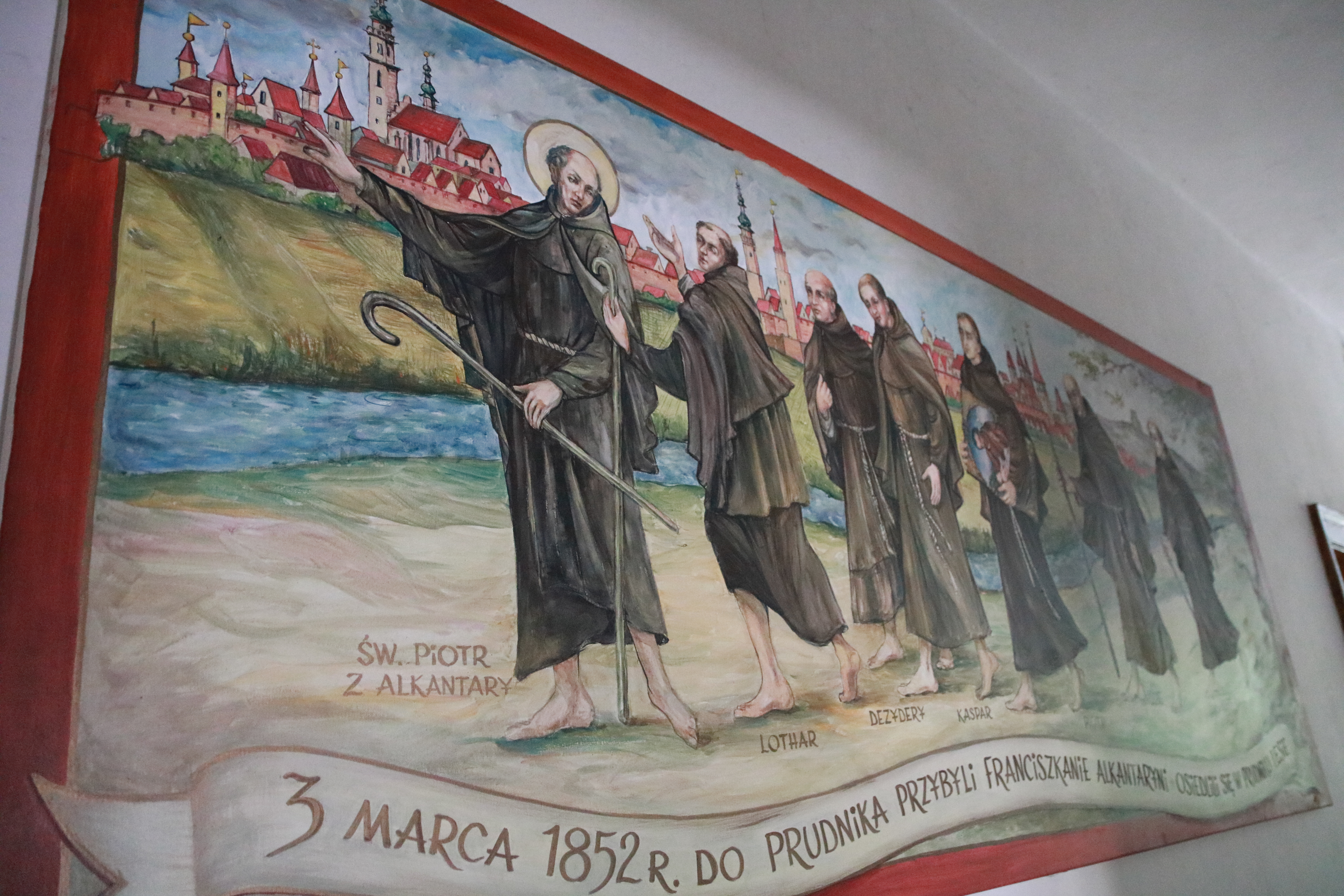
Obraz przedstawiający przybycie franciszkanów do Prudnika

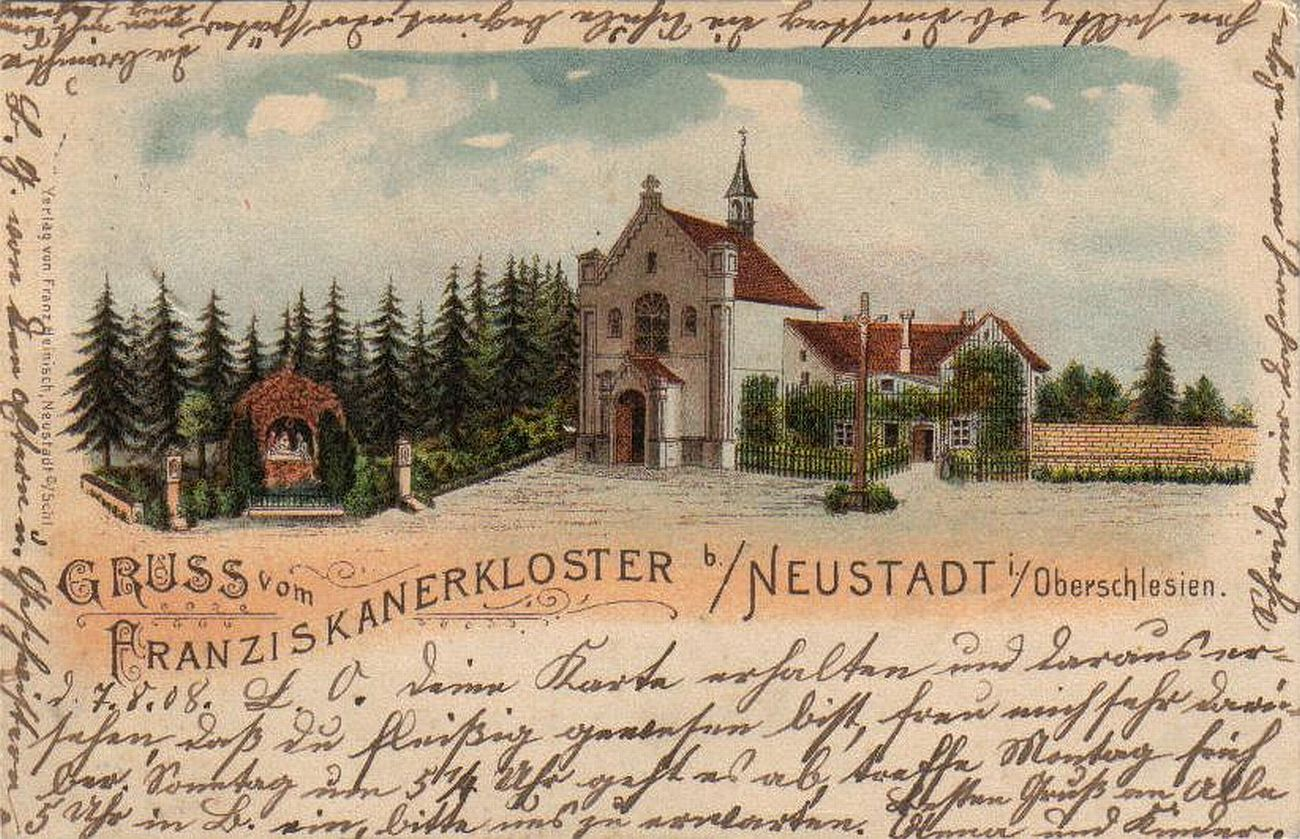
Klasztor franciszkanów (ok. 1905)

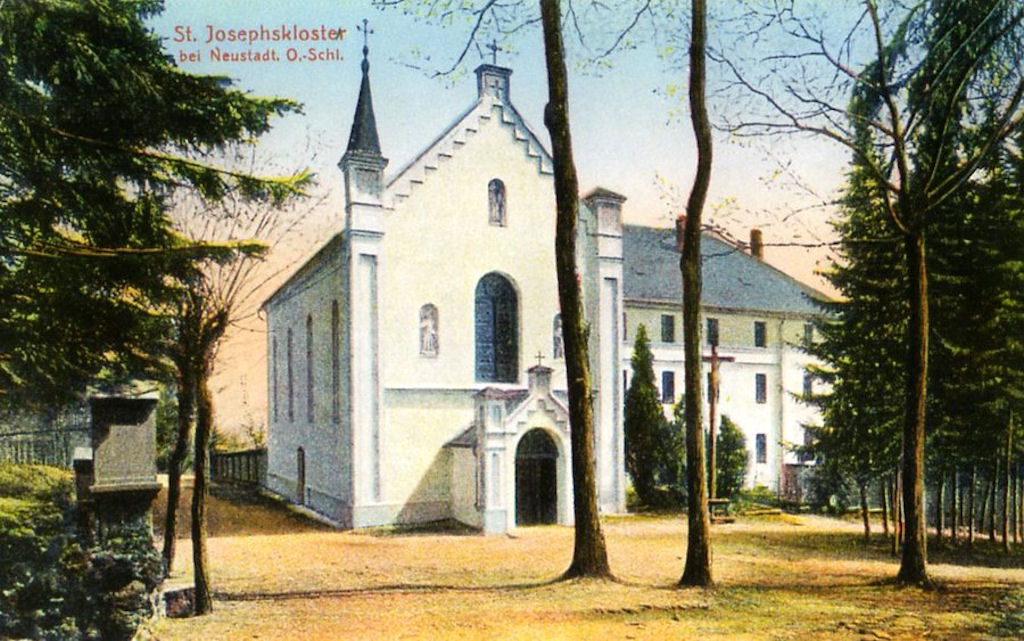
Klasztor franciszkanów (1910)

Początki obecności kościoła św. Józefa w Prudnickim Lesie wiążą się z postacią zakonnika zakonu alkantarzystów, ojca Lotara, niegdyś alumna prowincji saksońskiej, który w odpowiedzi na propozycję biskupa wrocławskiego kardynała Diepenbrocka dotyczącą założenia na terenie diecezji konwentu zakonnego alkantarzystów, przybył 21 lutego 1852 do Prudnika.
Obecne założenie klasztorne z kościołem powstało dzięki pomocy i staraniom prudnickiego proboszcza i dziekana ks. Poppego. Alkantarzyści otrzymali w darze od mistrza rzeźnickiego, radnego Franciszka Schneidera, kawałek ziemi o powierzchni, 12 morgów, położony w lasku poza miastem w okolicy Koziej Góry.
Zakonnicy 22 marca 1852 rozpoczęli budowę klasztoru, którą ukończono w lipcu. 9 sierpnia 1852 biskup poświęcił klasztor z kaplicą. W klasztorze poza kaplicą mieściła się zakrystia, furta, refektarz z kuchnią i 9 małych pokoi zakonnych. Alkantarzystom nie układała się współpraca z nowym wrocławskim biskupem Heinrichem Försterem. W wyniku konfliktu z księżami diecezjalnymi w lutym 1855, alkantarzyści, z nakazu biskupa Förstera, opuścili klasztor w Prudnickim Lesie.
Przez cztery lata klasztor pozostawał pusty. Do opuszczonego klasztoru w 1859 wprowadził się pustelnik Wilhelm Weber.
Fundator, Franciszek Schneider oraz prudnicki proboszcz ks. Nippel 20 kwietnia 1861 zwrócili się do biskupa z prośbą o przekazanie klasztoru franciszkanom. W 1863 franciszkanie ówczesnej prowincji saksońskiej przejęli klasztor wraz z kaplicą. Pierwszym przełożonym klasztoru został o. Wiktor Albers pochodzący z Westfalii. 19 marca 1866 położono kamień węgielny pod budowę nowego kościoła klasztornego pod wezwaniem św. Józefa. Uroczystego poświęcenia dokonał 17 grudnia proboszcz Nippel, a pierwszą sumę odprawił Bonawentura Menzel. 3 sierpnia 1875 władze pruskie w wyniku sekularyzacji wydały zarządzenie zmuszające braci konwentu św. Józefa do opuszczenia klasztoru.
27 kwietnia 1887 cesarz Wilhelm I zezwolił na powrót zakonników. 24 września 1887 zakonnicy powrócili do klasztoru. W 1891 w pobliżu klasztoru wybudowano Drogę Krzyżową w postaci dużych, murowanych kapliczek posadowionych na fundamentach. Po wizycie w klasztorze kardynała Georga Koppa w 1891 rozpoczęto prace związane z rozbudową istniejącego małego klasztoru na większy murowany. Budowę ukończono 2 sierpnia 1900. W tym okresie otoczono ogród klasztorny murem. Od 1903 w klasztorze franciszkanów w Prudniku znajdowała się redakcja polskojęzycznego miesięcznika „Posłaniec Świętego Franciszka”, wydawanego przez Andrzeja Bolczyka. W 1903 o. Benedykt Behr zbudował kopię groty Matki Bożej z Lourdes (Grotę Lurdzką) z tufu wulkanicznego. Skała potrzebna do budowy groty została sprowadzona z Nadrenii. Z pozostałych kamieni dokonano przebudowy 14 stacji Drogi Krzyżowej na wzór groty. Po podniesieniu rezydencji w Prudniku-Lesie do rangi konwentu, został wybrany gwardian, który 1 maja 1904 uroczyście poświęcił wybudowaną grotę. 2 października 1918 z inicjatywy Chryzogona Reischa powstał cmentarz klasztorny, a w 1921 o. Gorgoniusz dobudował w klasztorze drugie piętro. W 1924 zbudowano organistówkę. Zakonnicy prudnickiego konwentu pozostali w nim przez cały okres II wojny światowej.
Od marca do maja 1945 leśny klasztor znajdował się na linii frontu. W tym okresie przebywali w klasztorze niemieccy uciekinierzy oraz żołnierze. 22 marca z klasztoru wycofali się żołnierze niemieccy, a już 10 minut po nich zjawili się Rosjanie. W tym czasie w budynek klasztorny trafiło 25 pocisków artyleryjskich. Ponadto cztery trafiły w dach kościoła, którego nie przebiły. W nocy z 22 na 23 marca 1945 roku w Prudniku–Młynie Czyżyka żołnierze Armii Czerwonej zabili dwóch polskich zakonników klasztoru: Jerzego Simona i Wojciecha Mrosika.

### Czasy polskie

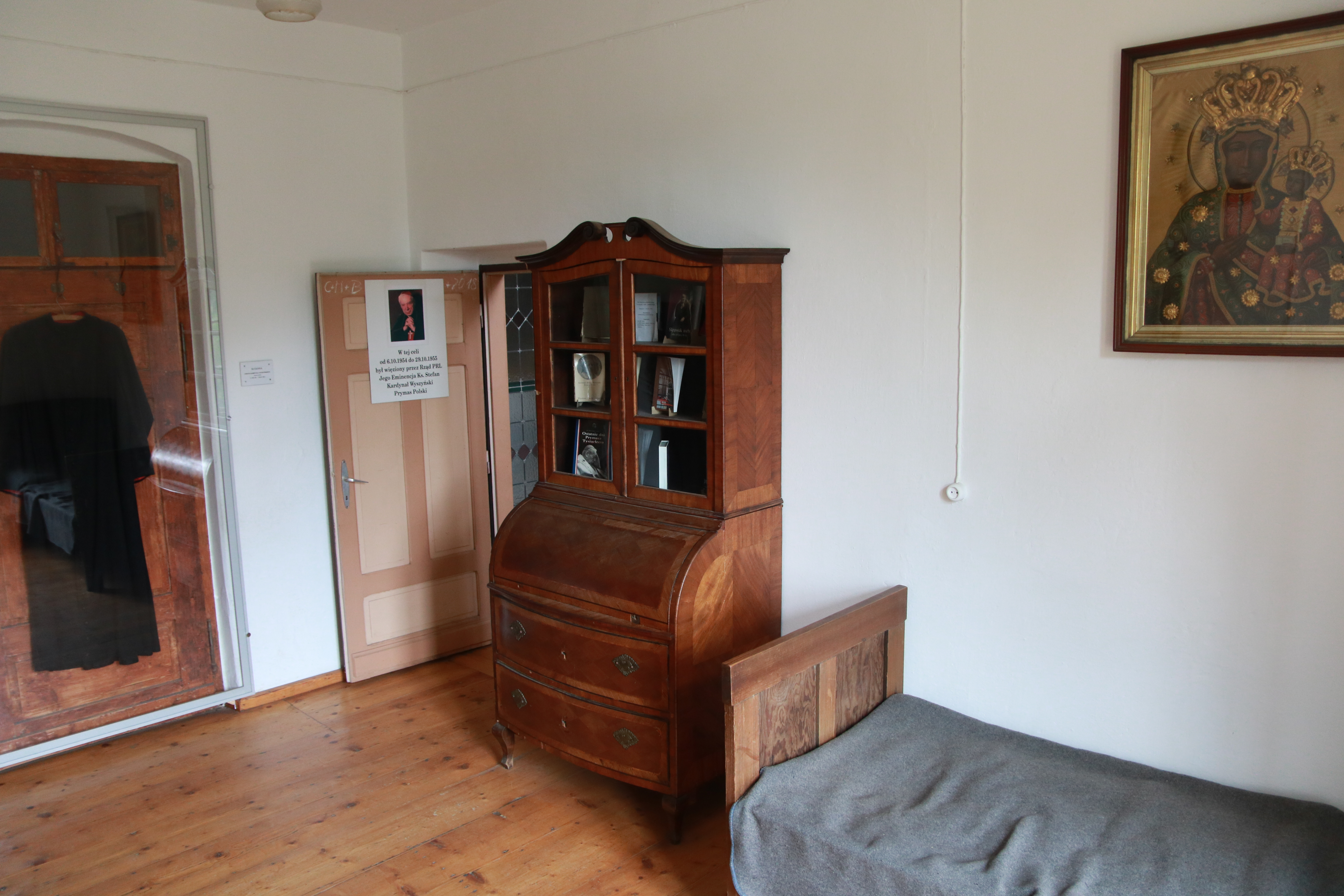
Cela Stefana Wyszyńskiego

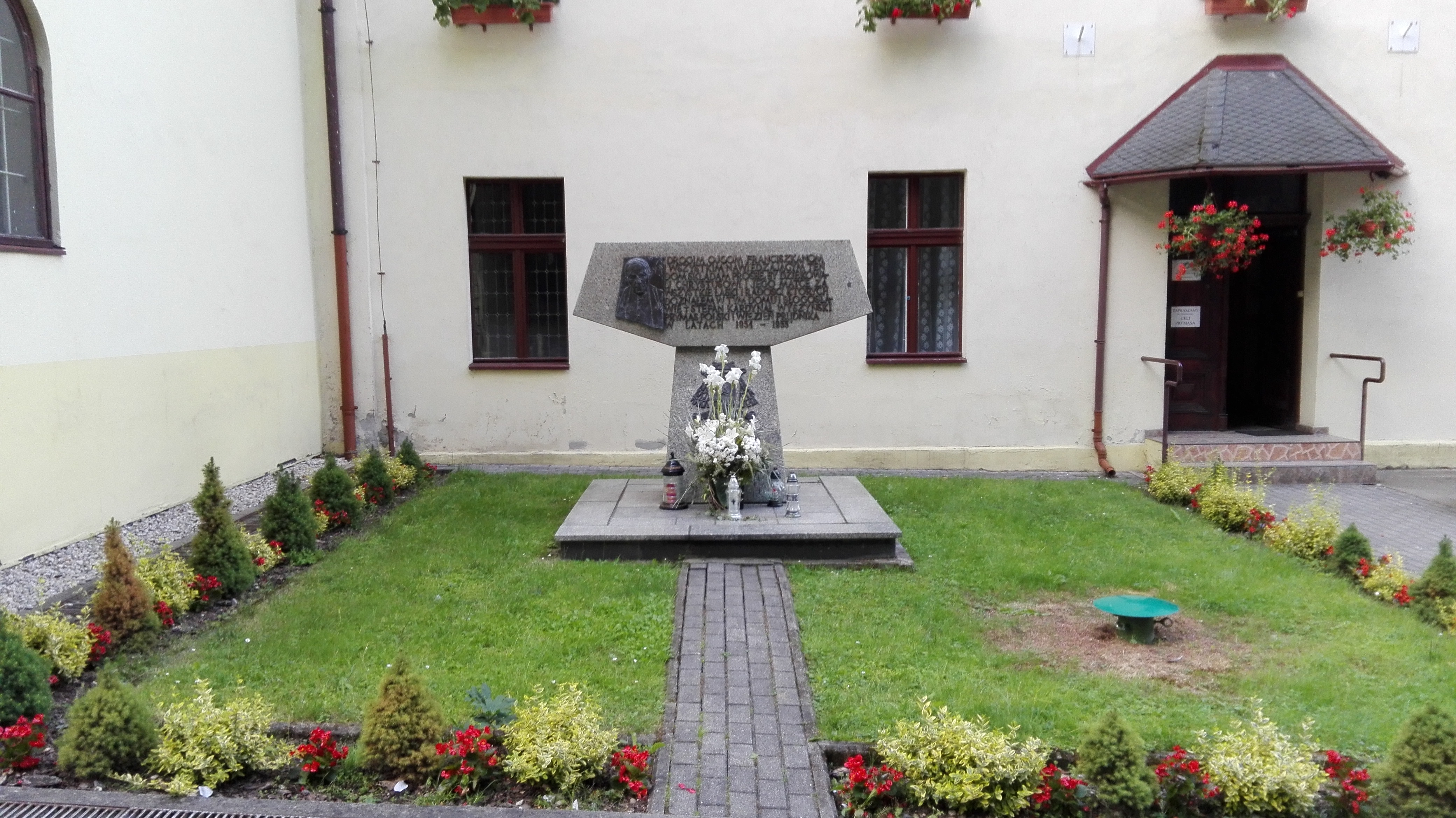
Pomnik upamiętniający Stefana Wyszyńskiego

W 1945 zakonnicy przystąpili do obudowy klasztoru. 1 października 1954 zarządzeniem Prezydium Wojewódzkiej Rady Narodowej w Opolu z dnia 30 września 1954 klasztor przeszedł pod zarząd wojska. Zakonnicy w ciągu dwóch godzin musieli opuścili klasztor uchodząc do klasztoru w Borkach Wielkich.
Po opuszczeniu klasztoru przez franciszkanów przystąpiono do prac adaptacyjnych, związanych z zamianą funkcji klasztoru na miejsce internowania prymasa Stefana Wyszyńskiego. Po wywiezieniu prymasa Wyszyńskiego, wojsko w kooperacji z Ministerstwem Zdrowia przystąpiło do przeprowadzenia szeregu prac adaptacyjnych, których celem było zamienienie obiektu na wojskowe prewentorium dziecięce.
29 grudnia 1956 przybyły do klasztoru komisje WRN i ministerstw i dekretem Prezydium WRN z 31 grudnia 1956 postanowiono zwrócić obiekt franciszkanom. Z polecenia o. prowincjała Ambrożego Lubika 4 stycznia 1957 przybyli do klasztoru trzej franciszkanie, którzy przygotowali kaplicę i cele zakonne oraz postawili ołtarz. 12 maja 1957 kapituła powołała o. Oswalda Otrząska na przełożonego klasztoru, który zajął się odbudową klasztoru i odszukaniem rozgrabionego wyposażenia. Odnaleziono wszystko poza obrazem św. Józefa, ławkami kościelnymi i szafami z zakrystii, odnowiono kościół i klasztor, odbudowano ołtarz w Grocie Lurdzkiej. Po trzech latach pracy klasztor i kościół odzyskał dawny blask. Proces odnowy klasztoru trwa nadal.
W 1983 kardynał Józef Glemp poświęcił pomnik ku czci Prymasa Tysiąclecia. W 1995 zrekonstruowano przedsionek kościoła zburzony w latach 50. XX wieku. Ze względu na rosnącą sławę miejsca oraz kult św. Józefa w 1996 biskup opolski Alfons Nossol podniósł kościół św. Józefa do rangi sanktuarium. W 1998 poświęcono dzwonnicę.
W maju 2021 na dachu kościoła osadzono odbudowaną dzwonnicę. Poprzednia została zniszczona w 1956 w trakcie niedokończonej przebudowy klasztoru na prewentorium. Inicjatorem jej odbudowy był Antoni Dudek.

## Kościół św. Józefa

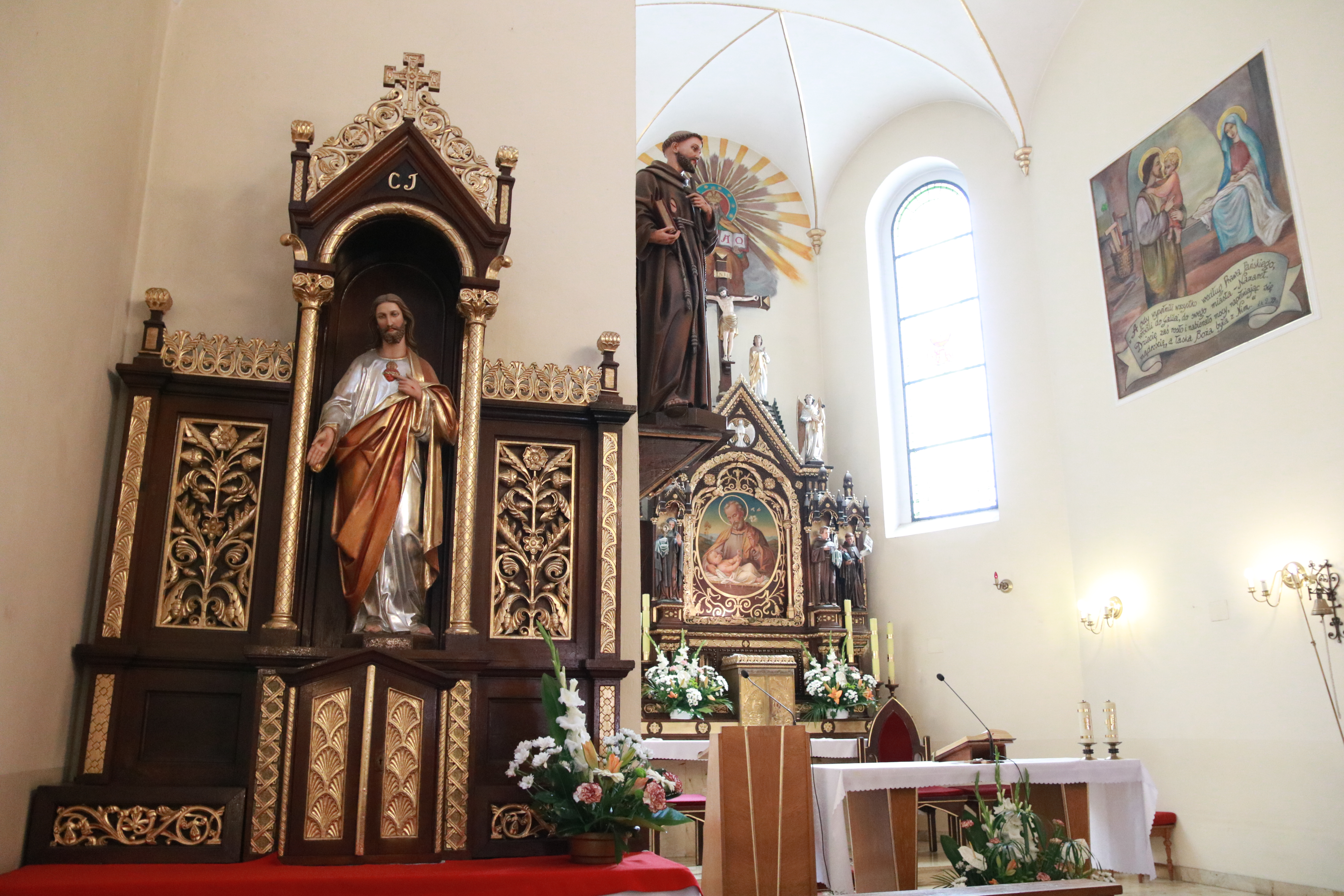
Wnętrze kościoła

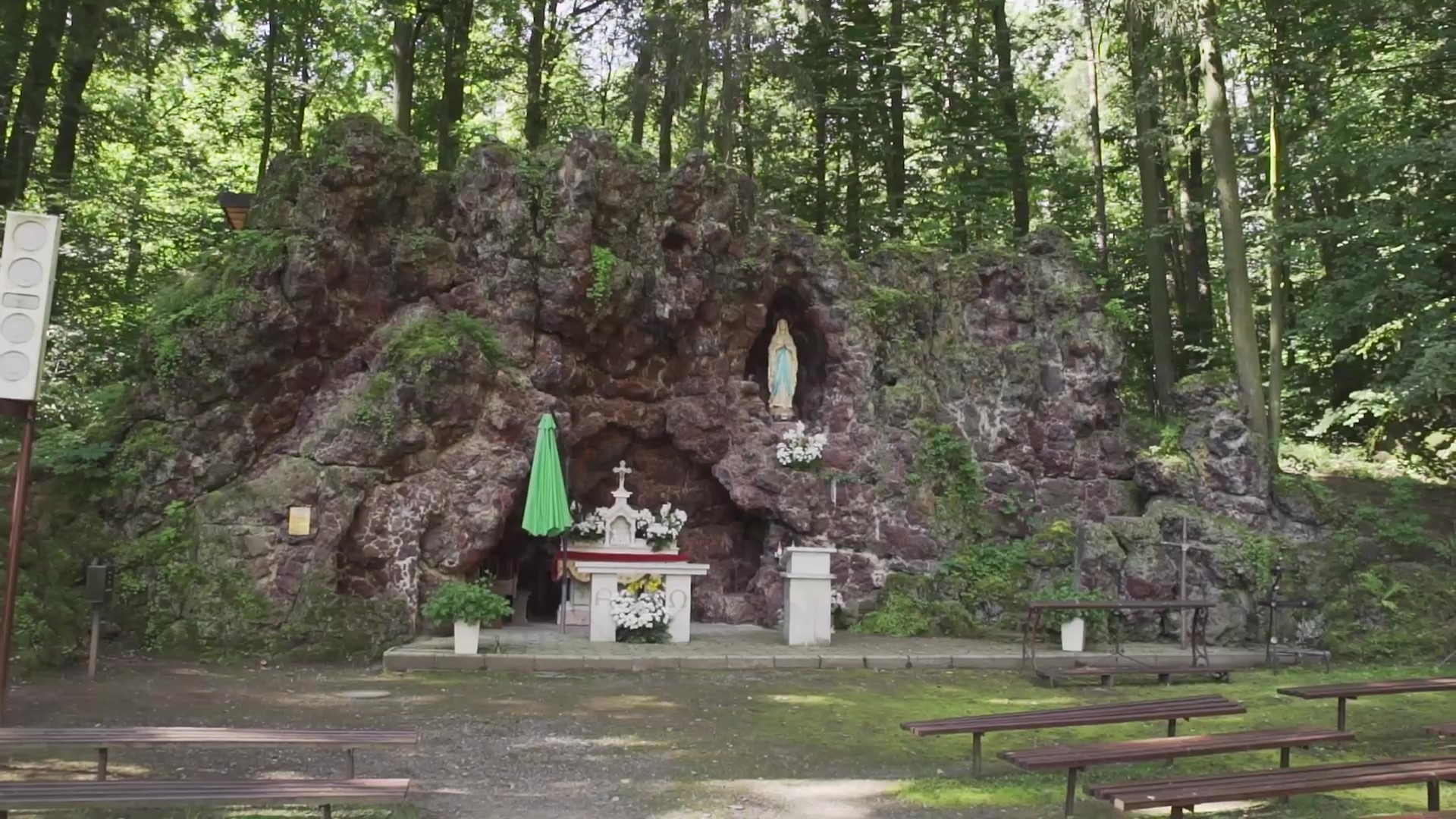
Grota Lurdzka

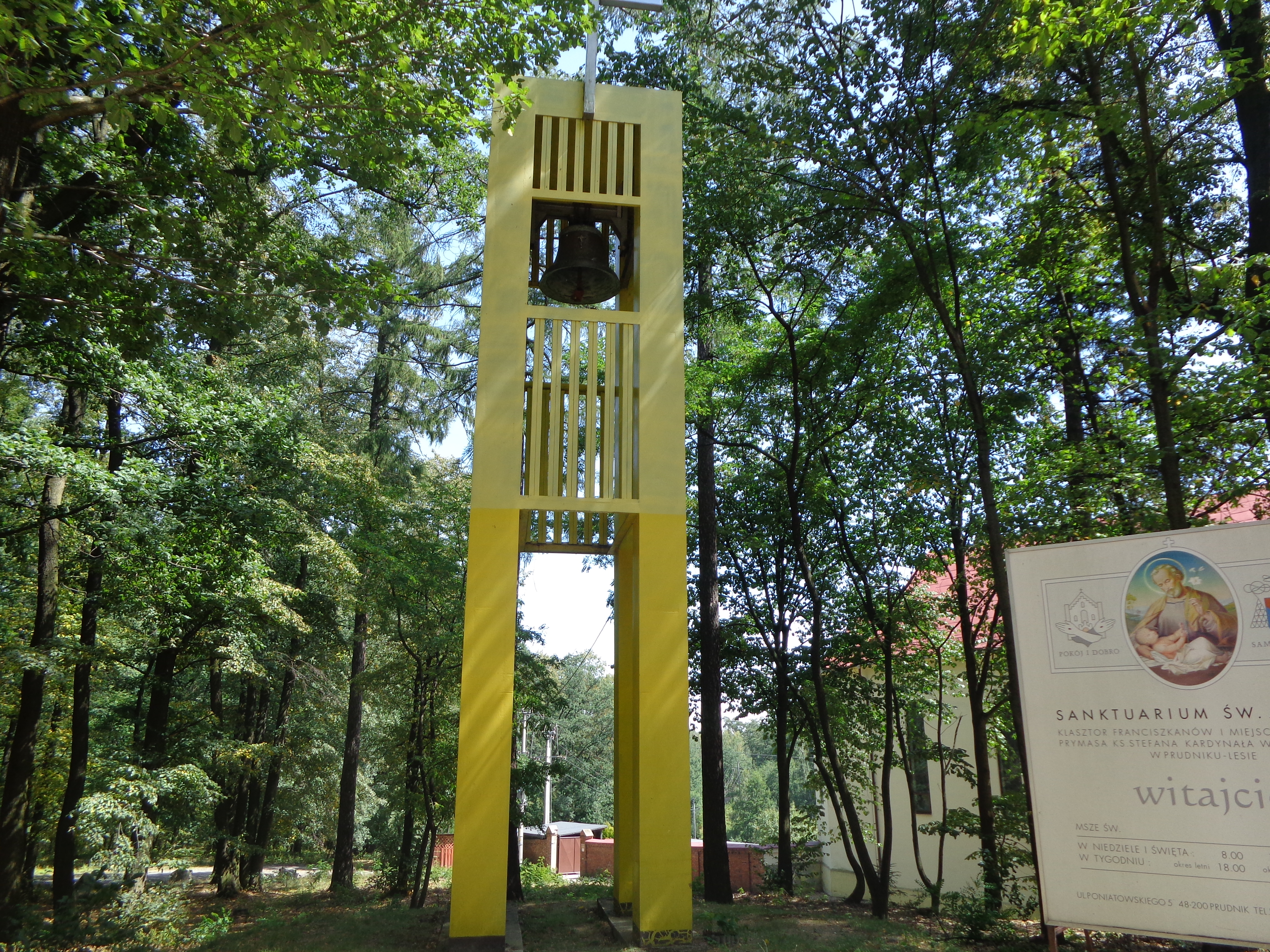
Dzwon elektroniczny

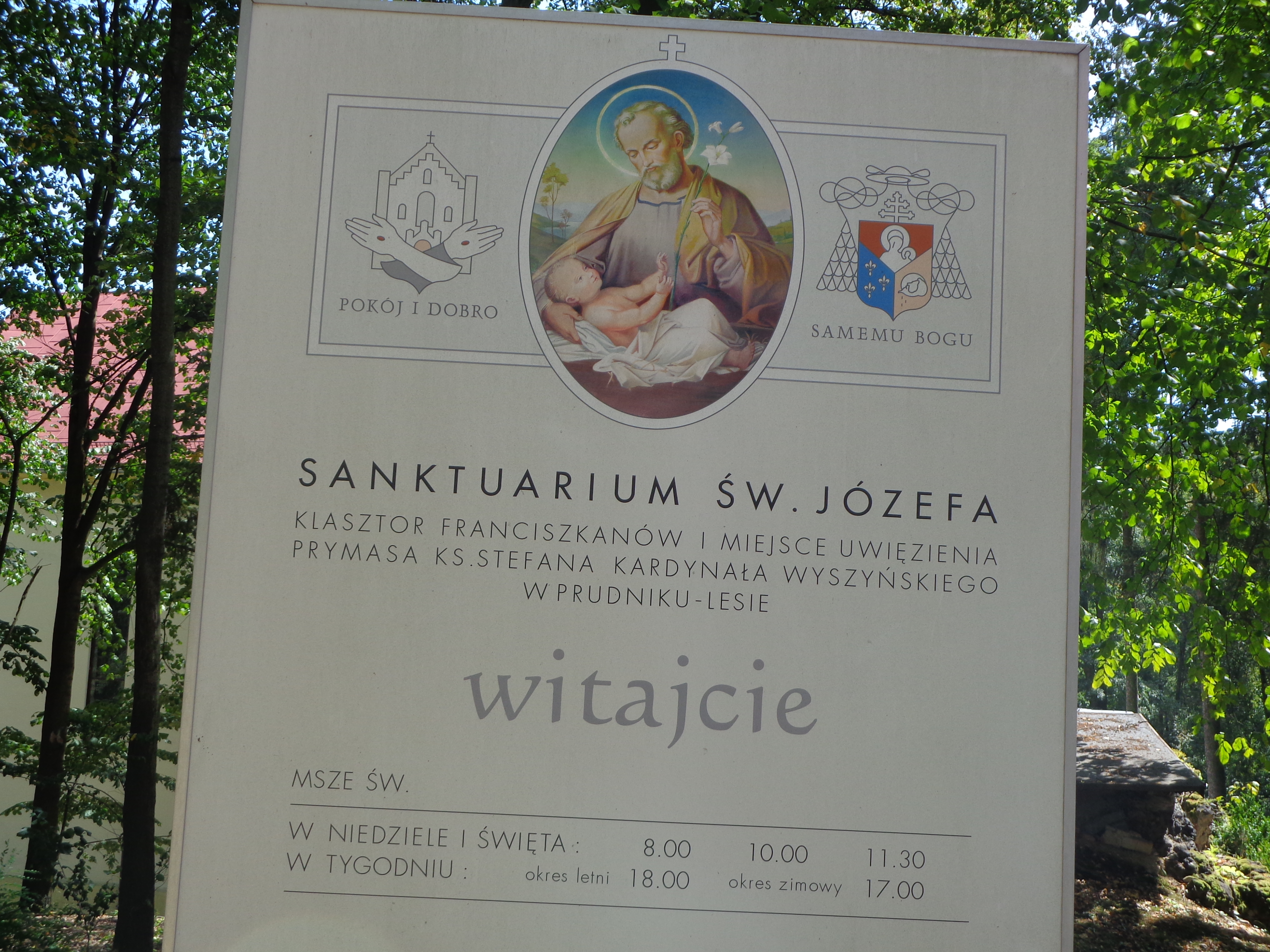
Tablica powitalna przed sanktuarium

Pierwszy skromny kościółek św. Józefa wraz z niewielkim klasztorem został poświęcony w 1852, a jego budowniczymi byli alkantaryści – zakon należący do rodziny franciszkańskiej.
Obecny kościół powstał w 1866. Zgodnie z regułą franciszkańską jest to jednonawowa budowla o skromnym w kształcie i wyposażeniu. Wewnątrz znajduje się neogotycki ołtarz główny z kopią obrazu św. Józefa z Dzieciątkiem Jezus. Oryginał namalowany przez Alberta Küchlera zaginął w latach 50. XX w., w czasie kiedy klasztor zajmowany był przez wojsko. Ołtarz zwieńczony jest krzyżem, przy którym stoją figury: Matki Bożej, św. Ewangelisty, a poniżej dwóch aniołów. Obok obrazu św. Józefa znajdują się figury świętych: Jana Chrzciciela, Klary, Paschalisa i Jana Kapistrana. Do nawy przylegają dwa ołtarze boczne z figurą Najświętszego Serca Pana Jezusa oraz Matki Bożej.

## Inne
- W przeszłości kościół zwieńczony był niewielką wieżyczką, która została usunięta w okresie próby przebudowy budynku w latach 50. XX wieku na prewentorium.
- W pobliskim lasku można jeszcze dziś odnaleźć ślady fundamentów starych kapliczek.
- Klasztor franciszkanów wraz z kościołem został wzniesiony w nietypowym miejscu z dala od miejskich zabudowań, zwykle klasztory budowano w miastach.
- Odebranie i przekazanie w 1954 klasztoru wojsku odbyło się pod pretekstem położenia zabudowań klasztoru w strefie nadgranicznej.
- W latach 50. XX wieku w celi klasztoru internowano kardynała Stefana Wyszyńskiego, który przebywał tu ponad rok.

## Turystyka
Sanktuarium leży na trasie szlaków turystycznych:
- Główny Szlak Sudecki im. Mieczysława Orłowicza (440 km): Prudnik – Świeradów-Zdrój
- „Szlak Historyczny Lasów Królewskiego Miasta Prudnik” (17,5 km): Park Miejski w Prudniku – stare dęby w Prudniku – Kapliczna Góra – Kobylica – Dębowiec – rozdroże pod Trzebiną – Sanktuarium św. Józefa w Prudniku–Lesie – Lipno – Park Miejski w Prudniku
- Ścieżka spacerowa „Od Jana Pawła II do Stefana Wyszyńskiego” (5,3 km): kościół pw. Miłosierdzia Bożego w Prudniku – Czyżykowa Góra – Sanktuarium św. Józefa w Prudniku–Lesie
- Ścieżka dydaktyczna „Las Prudnicki” (7 km): ul. Dąbrowskiego w Prudniku – stare dęby w Prudniku – Kobylica – Sanktuarium św. Józefa w Prudniku–Lesie – ul. Dąbrowskiego w Prudniku
- Głuchołazy – szczyt Przednia Kopa – szczyt Parkowa Góra – Podlesie – Jarnołtówek – szczyt Biskupia Kopa – Przełęcz pod Kopą (Mokra) – szczyt Srebrna Kopa – Przełęcz pod Zamkową Górą – Zamkowa Góra – szczyt Szyndzielowa Kopa – Pokrzywna – Wieszczyna – góra Długota – Dębowiec – góra Kobylica – Sanktuarium św. Józefa w Prudniku-Lesie – góra Klasztorne Wzgórze – Prudnik

## Duchowni związani z sanktuarium
- Albert Küchler(inne języki) (1803–1886) – franciszkański malarz
- Alfons Rogosz (1858–1934) – pierwszy mistrz nowicjatu w Wieluniu
- Chryzogon Reisch (1870–1923) – gwardian klasztoru, założyciel tutejszego cmentarza
- Jerzy Simon (1873–1945) – przełożony Prowincji św. Jadwigi, zabity przez żołnierzy Armii Czerwonej
- Wojciech Mrosik (1889–1945) – zakonnik zabity przez żołnierzy Armii Czerwonej
- Stefan Wyszyński (1901–1981) – prymas Polski, internowany w klasztorze
- Antoni Dudek (ur. 1949) – przełożony klasztoru